# Джабер аль-Мубарак аль-Хамад ас-Сабах
Шейх Джабер аль-Мубарак аль-Хамад ас-Сабах (араб. جابر مبارك الحمد الصباح‎; 5 января 1942, Эль-Кувейт — 14 сентября 2024, Эль-Кувейт) — премьер-министр Кувейта с 4 декабря 2011 по 19 ноября 2019 года. Член правящей династии ас-Сабах.

## Биография
Джабер аль-Мубарак аль-Хамад ас-Сабах родился в 1942 году. Начал свою политическую карьеру при дворе эмира. В 1968—1972 годах служил контролёром Департамента по административным делам во дворце эмира Кувейта, затем директором этого департамента (1975). С 1975 по 1979 год был заместителем министра финансов и администрации.
С 1979 по 1985 год занимал пост губернатора провинции Хавалли, затем провинции Эль-Ахмади (1985—1986). В 1986—1988 годах был министром социальных дел и труда, а с 1988 по 1990 год — министром информации. После войны в Персидском заливе стал советником эмира Кувейта.
14 февраля 2001 года был назначен заместителем премьер-министра и министра обороны. 14 июля 2003 года стал заместителем премьер-министра и министра внутренних дел. 7 февраля 2006 года занял должности первого заместителя премьер-министра, министра внутренних дел и министра обороны. 25 марта 2007 назначен первым вице-премьером и министром обороны.
30 ноября 2011 года, через два дня после отставки правительства Насера аль-Мухаммеда аль-Ахмада ас-Сабаха из-за обвинений в коррупции, эмир Сабах аль-Ахмед аль-Джабер ас-Сабах назначил его новым премьер-министром Кувейта. 4 декабря шейх Джабер был приведён к присяге в качестве премьер-министра.
В конце ноября 2019 года был заменён на нового премьер-министра.
Скончался 14 сентября 2024 года в Эль-Кувейте в возрасте 82 лет.

## Личная жизнь
Был женат, имел детей.

## Награды
- именное огнестрельное оружие (9-мм пистолет "Форт-12" в наградном исполнении) - награждён указом президента Украины П. А. Порошенко № 64 от 15 марта 2018 года ("за весомый вклад в развитие украинско-кувейтских межгосударственных отношений")[5]